# Aston Martin DBS
Aston Martin DBS er en grand tourer-luksusbil, der blev produceret af Aston Martin Lagonda Limited fra 1967 til 1972.
Fra 2007 til 2021 blev DBS'en genoplivet i en ny model kaldet Aston Martin DBS V12.